# Man Haron Monis
Man Haron Monis (persisch مان هارون مؤنس; * 19. Januar 1964 in Borudscherd, Iran; † 16. Dezember 2014 in Sydney, Australien) war ein iranischer islamischer Prediger und Geiselnehmer, der zuletzt Asyl in Australien genoss. Am 15. Dezember 2014 wurde Monis als Verantwortlicher für die Geiselnahme von Sydney identifiziert und bei der Erstürmung eines Cafés, in dem er sich mit anfänglich 17 Geiseln verschanzt hatte, durch die Polizei getötet.

## Leben im Iran und Emigration nach Australien
Haron wurde als Mohammad Hassan Manteghi im Iran geboren, wo er nach seinen Angaben als Ajatollah tätig war. 1996 beantragte er politisches Asyl in Australien und gab sich den Namen Man Haron Monis, zu dem er den Titel Sheikh (englisch für Scheich; arabisch شيخ) hinzufügte. In einem Interview mit der Sendung The Religion Report des Radiosenders ABC Radio National behauptete Monis, dass er mit dem iranischen Geheimdienst zu tun gehabt habe und dass seine Frau und seine Kinder wegen seiner Kritik am Regime, seines Zugangs zu geheimen Informationen und seiner liberalen Auslegung des Islams als Ayatollah inhaftiert wurden und er selbst verfolgt worden sei.
Esmaeil Ahmadi-Moghaddam, Leiter der iranischen Polizei, gab gegenüber dem in London ansässigen persischsprachigen Fernsehkanal Manoto1 an, dass Monis eine „dunkle und lange Geschichte von Gewalt und Betrug“ im Iran habe und 1996 ein Reisebüro betrieb, als dessen Leiter er geschätzte 750 bis 800 Mio. Rial (≈ 160.000 €) veruntreut hatte, bevor er nach Malaysia und von dort weiter nach Australien floh. Ahmadi-Moghaddam sagte weiter: „Es dauerte 4 Jahre, Beweise zu Manteghis Identitätsdokumenten zu sammeln, und wir haben dies an die australische Polizei weitergegeben, aber da Australien kein Auslieferungsabkommen mit dem Iran hat, wurde er nicht an den Iran ausgeliefert.“ Die staatliche Nachrichtenagentur IRNA berichtete, dass Haron von Interpol gesucht worden sei und dass der Iran Informationen über Harons kriminelle Vergangenheit sowie seinen geistigen und religiösen Status an die australische Regierung weitergegeben habe. Ungeachtet dessen sei ihm in Australien Asyl gewährt worden. Die Pressesprecherin des iranischen Außenministeriums, Marsieh Afcham, wiederholte die Verwunderung der iranischen Regierung darüber, dass man die australischen Behörden über die kriminelle Vergangenheit Harons informiert habe, diese darauf aber nicht reagiert hätten.
Haron war zunächst Anhänger der schiitischen Auslegung des Islams, die im Iran Mehrheitsreligion ist. In Australien wechselte er zur sunnitischen Auslegung, radikalisierte sich und wurde Anhänger des Islamischen Staates.

## Anschuldigung der Vortäuschung religiöser Qualifikationen
Ende 2007 sagte Ikebal Patel, der Leiter der Australian Federation of Islamic Councils, dass Haron keiner islamischen Gemeinde bekannt sei und dass man ihn für einen Hochstapler halte, der bewusst anti-islamische Ressentiments provoziere.
Im Januar 2008 gab der Anführer der australischen Schia, Kamal Mousselmani, gegenüber The Australian an, dass Haron kein „echter geistlicher Führer der Shia“ sei und dass es „keinen Ayatollah in Australien“ gebe. Mousselmani sagte weiter: „Aufgrund der Art, in der er seine Fatwas schreibt, glaube ich nicht, dass er ein Schia-Moslem ist.“

## Briefkampagne
Zusammen mit seiner Kollegin und Lebensgefährtin Amirah Droudis startete Haron eine Kampagne, bei der er als Protest gegen die Stationierung australischer Truppen in Afghanistan Briefe an die Familien gefallener Soldaten schrieb. In diesen Briefen bezeichnete Haron die Soldaten als Mörder und drängte die Familien dazu, die Regierung zum Rückzug der Truppen aus Afghanistan aufzufordern. Laut Richter Heydon vom High Court verglich Haron in einem Brief den gefallenen Sohn eines Briefempfängers mit einem Schwein und einem unreinen Tier. Er nannte den Körper des Sohnes „kontaminiert“, bezeichnete ihn als „den dreckigen Körper eines Schweins“ und verglich ihn mit Adolf Hitler. Haron wurde verhaftet, da er „die Post oder ähnliche Dienste benutzte, um zu bedrohen, Belästigungen auszuüben und Ärgernis zu erregen“.
Am 10. November 2009 erschien Haron vor Gericht und erklärte über seinen Anwalt, dass er ein Friedensaktivist sei. Er kettete sich als Protest gegen die Anklage an das Gerichtsgebäude. Das Gericht untersagte ihm, im Rahmen seiner Aktivitäten Briefe an die Familien gefallener britischer Soldaten zu schreiben.
Im Dezember 2011 legte Haron vor dem Court of Criminal Appeal in Sydney Berufung ein und argumentierte, dass die Anklage gegen ihn ungültig sei, da sie seine verfassungsrechtlich implizierte Freiheit zur politischen Äußerung verletze. Ein Gremium von drei Richtern lehnte die Berufung einstimmig ab.
In der nächsten Instanz vor dem High Court of Australia stimmte ein Gremium von sechs Richtern mit 3 zu 3 Stimmen unentschieden ab. Obwohl der High Court of Australia üblicherweise mit sieben Richtern besetzt ist, war ein Sitz unbesetzt; ein Nachfolger war zum Zeitpunkt von Harons Berufungsverhandlung nicht bestimmt. Da keine Mehrheit im Sinne von Harons Berufung entschied, behielten die Entscheidungen der vorhergehenden Instanzen ihre Gültigkeit.

## Mordermittlungen
Am 15. November 2013 wurde Haron von der New South Wales Police angeklagt, ein Komplize beim Mord an seiner Exfrau Noleen Hayson Pal gewesen zu sein, die am 21. April 2013 in einem Apartment in Werrington erstochen und angezündet worden war. Seine Lebensgefährtin Amirah Droudis wurde ebenfalls wegen des Mordes an Pal angeklagt.
Am 12. Dezember 2013 wurden Haron und Amirah gegen die Zahlung einer Kaution vom Penrith Local Court auf freien Fuß gesetzt. Der Richter sah in den Ermittlungsergebnissen Lücken und forderte weitergehende Ermittlungen. Laut dem Staatsanwalt behauptet Monis, dass die Iranische Geheimpolizei und die Australian Security Intelligence Organization ihm den Mord unterstellen wollten.
Am 22. Januar 2014 erklärte Haron, dass er sich selbst verteidigen werde, und forderte Einsicht in Dokumente, die die ASIO über ihn angelegt haben sollte. Er bezeichnete die Anklage gegen ihn weiterhin als Verschwörung. Sein Ansinnen auf Einsicht in Dokumente der ASIO wurde vom Gericht wegen Unzuständigkeit abgelehnt. Haron demonstrierte daraufhin vor dem Gerichtsgebäude, wobei er Ketten trug und behauptete, dass er im Gefängnis gefoltert worden sei. Er bezeichnete seine Anklage als politische Maßnahme.

## Vorwurf der sexuellen Belästigung
Am 14. März 2014 wurde Haron verhaftet wegen sexueller und unsittlicher Übergriffe auf eine Frau, die sich von ihm einer spirituellen Heilung unterziehen lassen wollte, nachdem sie eine Anzeige von Haron in einer lokalen Zeitung gelesen hatte. Haron hatte behauptet, dass er als Experte für Astrologie, Numerologie, Meditation und schwarze Magie tätig sei.

## Geiselnahme
Am 15. Dezember 2014 nahm Monis in einem Lindt Chocolate Café am Martin Place in der Innenstadt von Sydney 17 Kunden und Angestellte als Geiseln. Monis gab  politische Motive für die Tat an; einige Geiseln mussten ein schwarzes Banner mit der arabischen Schahāda gegen ein Fenster halten. 16 Stunden nach Beginn der Geiselnahme stürmte die Polizei um 2:14 Uhr Ortszeit das Café. Bei der Geiselbefreiung wurden der Restaurant-Manager Tori Johnson, die Rechtsanwältin Katrina Dawson und Man Haron Monis getötet, vier weitere Personen wurden verletzt.